# Gladio

Écusson du Gladio

Gladio (« Glaive » en italien) désigne le réseau italien des Stay-behind, une structure créée sous l'égide du ministre de l'Intérieur, Mario Scelba dès le lendemain de la Seconde Guerre mondiale pour parer une menace d'invasion soviétique.

## Découverte et contenu
On désigne couramment par Stay-behind l'ensemble des armées secrètes européennes, dont l'existence a été révélée publiquement le 24 octobre 1990 par le Premier ministre italien Giulio Andreotti.
L'existence de ces unités clandestines de l'OTAN est restée un secret bien gardé durant la guerre froide jusqu'en 1990, quand une branche de ce réseau international fut découverte en Italie, portant le nom de code Gladio, qui signifie glaive. Alors que la presse affirmait que les unités secrètes Stay-behind de l'OTAN étaient « le secret politico-militaire le mieux gardé et le plus préjudiciable depuis la Seconde Guerre mondiale », le gouvernement italien, face aux sévères critiques de l'opinion publique, promit de démanteler son armée secrète.
L'Italie insista cependant sur le fait que des unités clandestines similaires existaient dans tous les autres pays d'Europe de l'Ouest. Cette allégation s'est avérée correcte et les recherches qui s'ensuivirent ont permis de découvrir que d'autres réseaux existaient en France, en Belgique SDRA8, au Danemark Absalon, en Allemagne TD BJD, en Grèce LOK, au Luxembourg Stay-Behind, aux Pays Bas I&O, en Norvège ROC, au Portugal Aginter Press, en Espagne Red Quantum, en Suisse P-26, en Turquie Özel Harp Dairesi, en Suède AGAG (Aktions Gruppen Arla Gryning), et OWSGV en Autriche. Une structure similaire était également présente en Yougoslavie.
Gladio a été mis en place sous l'égide de la CIA et du MI6 comme structure de l'OTAN répondant directement au SHAPE. Elle avait pour fonction de « rester derrière » en cas d'invasion soviétique, afin de mener une guerre de partisans. Dans cet objectif, des caches d'armes étaient disposées un peu partout en Italie nord-orientale (Frioul-Vénétie julienne).
Ces réseaux fonctionnaient le plus souvent sans que les gouvernements nationaux en aient eu connaissance.
L'idée selon laquelle Gladio aurait tenté d'influencer la politique italienne, sous la direction de la CIA, est soutenue par plusieurs historiens et journalistes,,,. Pour d'autres auteurs, tels que Indro Montanelli et Mario Cervi, Gladio était une structure légale et légitime qui aurait dû être supprimée avec l'effondrement de l'idéologie communiste en Europe de l'Est. Payer le salaire des employés d'entités devenues inutiles est une manie italienne et cela provoqua un scandale en Italie.
Le même Montanelli a écrit en 1997 : « Moi aussi je me sens choqué et un peu offensé. Mais seulement par le fait que personne ne m'a appelé pour l'adhésion à Gladio. Or j'aurais accepté avec enthousiasme ».
Le département d'État des États-Unis a contesté en janvier 2006 que Gladio ait participé à une quelconque action terroriste et affirme qu'un des documents avancés pour soutenir cette hypothèse — un manuel militaire américain de contre-insurrection — est un faux conçu au début des années 1970 par le KGB en pleine guerre froide.
Le 22 novembre 1990, le parlement de l'Union européenne dans une résolution, a condamné la création de réseaux clandestins d'influence et d'action sur son territoire et appelé les états à les démanteler et leurs justices à élucider leurs formation et action déstabilisatrices pour leurs structures démocratiques

## Historique des accusations et théories relatives à Gladio

### Stratégie de la tension
Selon un document émis en 2000 par des parlementaires italiens membres des Démocrates de gauche, Gladio aurait participé en Italie à la stratégie de la tension, avec l'aide de la loge maçonnique P2, dirigée par Licio Gelli, destinée à « empêcher le PCI et, dans une moindre mesure, le PSI, à accéder au pouvoir exécutif ». Perpétré par le second groupe des Brigades Rouges (les fondateurs étaient alors en prison), l'assassinat du dirigeant de la Démocratie chrétienne (DC), Aldo Moro, en mai 1978, a mis fin à tout espoir d'un compromis historique entre la DC et le PCI. De 1969 à 1980, plus de 600 attentats (4 sur 5 étant attribués aux organisations clandestines d'extrême-droite pendant les « Années de plomb ») ont fait en Italie 362 morts et 172 blessés.
Le général Gianadelio Maletti (it), ancien chef des services italiens, a déclaré en mars 2001 que la CIA aurait pu favoriser le terrorisme en Italie. Le général Nino Lugarese, chef du SISMI de 1981 à 1984, a témoigné de l'existence d'un « Super Gladio » de 800 hommes responsables de l'« intervention intérieure » contre des cibles politiques nationales.
En 2008, le documentaire Les Derniers Jours d’Aldo Moro réalisé par Emmanuel Amara propose les témoignages de Steve Pieczenik, ancien membre du département d’État américain, et de Francesco Cossiga, ministre de l'Intérieur de l'époque, qui affirment que Gladio et la CIA ont été impliqués dans l'enlèvement d'Aldo Moro via la manipulation des Brigades Rouges.

### Attentat de la piazza Fontana, 12 décembre 1969
Le 12 décembre 1969, l'attentat de la piazza Fontana fait 17 morts et 88 blessés à Milan. L'extrême gauche, en particulier le mouvement autonome, est immédiatement désigné à tort comme responsable de l'attentat. 400 personnes sont arrêtées. L'anarchiste Giuseppe Pinelli, accusé d'être l'auteur du massacre, est arrêté par la police. Il meurt défenestré quelques jours plus tard. Depuis 2005, un verdict de la Cour italienne de cassation a cependant affirmé que l'attentat avait été commis par des néo-fascistes appartenant à groupe d'extrême-droite Movimento Politico Ordine Nuovo.
Dans les années 1980, le terroriste néofasciste Vincenzo Vinciguerra a affirmé au juge Felice Casson que l'attentat de la Piazza Fontana visait à pousser l'État italien à proclamer l'état d'urgence afin de favoriser un régime autoritaire en Italie[réf. nécessaire].
Nul lien direct n'a été cependant établi par la justice, entre les terroristes néofascistes visés par l'enquête subséquente et l'organisation Gladio.

### Démission de Vito Miceli, chef du SIOS et membre de P2, en 1974
En 1974, Vito Miceli, membre de P2 et chef du SIOS (Servizio Informazioni), les services de l'armée, à partir de 1969, puis du SID (Servizio Informazioni Difesa) de 1970 à 1974, a été arrêté dans le cadre de l'enquête sur Rosa dei venti, un groupe terroriste d'extrême droite infiltré par l'État. Accusé de « conspiration contre l'État », Vito Miceli a été acquitté en 1978. À la suite de son arrestation, les services secrets italiens sont réorganisés en 1977 afin de les « démocratiser ». La loi n° 810 du 24 octobre 1977 divise le SID en plusieurs services : le Servizio per le informazioni e la sicurezza militare (SISMI), le SISDE (Servizio per le Informazioni e la Sicurezza Democratica) et le CESIS (Comitato Esecutivo per i Servizi di Informazione e Sicurezza), auquel on donne un rôle de coordination — le CESIS dépend directement du président du Conseil italien.

### Attentat de la gare de Bologne le 2 août 1980
L'attentat contre la gare de Bologne du 2 août 1980 a été attribué à des terroristes néofascistes. Le 16 janvier 1991, The Guardian écrit que : « les pièces ayant servi à la fabrication de la bombe […] venaient d'un arsenal utilisé par Gladio […] selon une commission parlementaire sur le terrorisme ». Les nouvelles, cependant, se sont avérées totalement infondées : il a été écrit sur un faux document.

## Liens présumés avec la politique sud-américaine
Pour l'historien américain J. Patrice McSherry (en), il existe des liens directs entre les organisations Stay-behind européennes et l'Opération Condor en Amérique du Sud.
Stefano Delle Chiaie, membre de Avanguardia Nazionale, a eu des contacts avec des agents de l'Opération Condor — selon Le Monde diplomatique, Delle Chiaie aurait aussi rencontré le numéro deux des Loups gris, Abdullah Catli, en 1982 à Miami. Ainsi, Michael Townley, un agent de la DINA chilienne, a-t-il mis en contact la DINA avec Delle Chiaie afin que ce dernier prépare la tentative d'assassinat de Bernardo Leighton à Rome en 1975. Delle Chiaie a aussi participé, aux côtés de Klaus Barbie, au coup d'État bolivien de 1980.

## Europe
Le premier ministre italien Giulio Andreotti a confirmé qu’en 1964 les renseignements militaires italiens avaient rejoint le « comité clandestin allié » dont les États-Unis, la France, la Belgique et la Grèce faisaient notamment partie.

### Filmographie
- Romanzo criminale, Michele Placido (2006)
- Piazza Fontana, de Marco Tullio Giordana (2012)
- Gladio, Allan Francovich (1992)
- 1950-1990 : Le scandale des armées secrètes de l’OTAN, Emmanuel Amara (2011) (visible sur YouTube)
- Le Réseau Gladio, armée secrète d'Europe, Wolfgang Schoen, Frank Gutermuth (2010)
- Le Dossier Berlusconi, Maria-Rosa Bobbi, Michael Busse (2010)
- Les Derniers Jours d'une icône : Aldo Moro, Emmanuel Amara (2006)
- Assassinats politiques - Mort à Rome : l'affaire Aldo Moro, Michael Busse, Maria-Rosa Bobbi (2000)
- Licio Gelli : le grand marionnettiste, Simone Mohr (1983)
- L'Orchestre noir, Fabrizio Calvi, Frédéric Laurent, Jean-Michel Meurice (1997) (visible sur Dailymotion)
- La Storia d'Italia di Indro Montanelli - 13 - Il caso Sindona e la P2 (1998) (visible sur Dailymotion)
- Aptes au service, Les recrues fascistes et nazies de la CIA, Dirk Pohlmann (ZDF, Allemagne, 2012).